# Elezioni presidenziali in Costa d'Avorio del 2020
Le elezioni presidenziali in Costa d'Avorio del 2020 si sono tenute il 31 ottobre.

## Risultati
| Candidati             | Partiti                         | Voti      | %     |
| --------------------- | ------------------------------- | --------- | ----- |
| Alassane Ouattara     | Raggruppamento dei Repubblicani | 3 031 483 | 95,31 |
| Kouadio Konan Bertin  | Indipendente                    | 64 011    | 2,01  |
| Henri Konan Bédié     | PDCI-RDA                        | 53 330    | 1,68  |
| Pascal Affi N'Guessan | Fronte Popolare Ivoriano        | 31 986    | 1,01  |
| Totale                | Totale                          | 3 180 810 | 100   |